# Вместилища выделений
Вместилища выделений, или секреторные вместилища, или соковместилища — многоклеточные эндогенные структуры секреторной ткани растений, которые представляют собой полости различной величины и формы (сферические, округлые, мешковидные, каналовидные), располагающиеся в толще других тканей, и служат для накопления и длительного хранения продуктов жизнедеятельности, выключенных из обмена веществ.
В зависимости от способа образования, вместилища подразделяются на схизогенные, лизигенные и схизо-лизигенные.

## Схизогенные вместилища
Схизогенные (от др.-греч. σχίζω — разделять) вместилища выделений возникают из межклетников, заполненных секретами, путём разрушения соединяющего клетки пектинового слоя (срединная пластинка) и отделения клеток друг от друга. После образования вместилища разошедшиеся и прилегающие к вместилищу живые клетки становятся эпителиальными и выделяют в полость экскреторные вещества. Схизогенный способ образования более распространён.
Схизогенные вместилища могут содержать слизи (слизевые ходы), эфирные масла (эфирно-масляные каналы) и смолы (смоляные ходы). Встречаются у разных групп растений: слизевые ходы у представителей папоротников (Polypodiopsida), саговников (Cycadaceae), аралиевых (Araliaceae); эфирно-масляные каналы у зонтичных (Apiaceae); смоляные ходы у хвойных (Pinophyta) (в которых накапливается бальзам — раствор смол в эфирных маслах), зверобойных (Hypericaceae) и сложноцветных (Asteraceae).

## Лизигенные вместилища
Лизигенные (от др.-греч. λύσις — растворение) вместилища выделений образуются в результате растворения — лизиса группы клеток, обособившихся внутри какой-либо ткани, после накопления достаточного количества секрета в клетках и/или межклетниках. В результате чего формируется полость, заполненная секретом, внутренняя стенка которой состоит из частично разрушенных клеток.
Лизигенные вместилища встречаются в перикарпии плодов цитрусовых: лимона (Citrus limon), апельсина (Citrus sinensis), мандарина (Citrus reticulata), а также в листьях эвкалипта (Eucalyptus) и руты (Ruta).

## Схизо-лизигенные вместилища
Представляют собой промежуточный тип вместилищ. Например, смоловместилища вторичной флоэмы растений из семейства Кипарисовые (Cupressaceae), которые развиваются вначале схизогенно, а затем их увеличение происходит путём лизиса окружающих клеток. Также вместилища переходного типа встречаются в листьях зверобоя (Hypericum), лавра благородного (Laurus nobilis), камфорного дерева (Cinnamomum camphora).